# Флаг муниципального округа Ясенево
Флаг муниципального округа Я́сенево в Юго-Западном административном округе города Москвы Российской Федерации — опознавательно-правовой знак, служащий официальным символом муниципального образования.
Первоначально данный флаг был утверждён 24 февраля 2004 года как флаг муниципального образования Ясенево.
Законом города Москвы от 11 апреля 2012 года № 11, муниципальное образование Ясенево было преобразовано в муниципальный округ Ясенево.
Решением Совета депутатов муниципального округа Ясенево от 18 декабря 2018 года № 13/6 этот флаг был утверждён флагом муниципального округа Ясенево.
Флаг внесён в Государственный геральдический регистр Российской Федерации с присвоением регистрационного номера 12187.

## Описание
Описание флага, утверждённое 24 февраля 2004 года, гласило:
«Флаг муниципального образования Ясенево представляет собой двустороннее, прямоугольное полотнище с соотношением сторон 2:3.
В нижней части полотнища помещён пурпурный равнобедренный треугольник, основание которого совпадает с нижним краем полотнища. Высота треугольника составляет 9/16 ширины полотнища.
К треугольнику примыкает жёлтое стропило, вершина которого находится в середине верхнего края полотнища.
Две остальные боковые части полотнища — голубые.
В пурпурном треугольнике помещено изображение белой раскрытой жемчужной раковины с голубой жемчужиной в ней. Габаритные размеры изображения составляют 1/5 длины и 3/10 ширины полотнища. Центр изображения равноудалён от боковых краёв полотнища и находится на расстоянии 3/16 ширины полотнища от его нижнего края.
На жёлтом стропиле помещены изображения зелёных листьев ясеня, обращённых к вершине стропила. Габаритные размеры каждого изображения составляют 1/3 длины и 7/16 ширины полотнища. Центр каждого изображения находится на расстоянии 1/4 длины полотнища от ближайшего бокового края полотнища и равноудалён от верхнего и нижнего края полотнища».
Описание флага, утверждённое 18 декабря 2018 года, гласит:
«Прямоугольное двухстороннее полотнище с отношением ширины к длине 2:3, воспроизводящее фигуры из герба муниципального округа Ясенево, выполненные малиновым, голубым, зелёным, белым и жёлтым цветом».
Геральдическое описание герба муниципального округа Ясенево гласит:
«В лазоревом и пурпурном поле — разделяющее его золотое стропило, обременённое сообращённо положенными зелёными ветвями ясеня и сопровождённое внизу серебряной раскрытой раковиной с лазоревой жемчужиной».

## Обоснование символики
Жёлтое стропило — символ жилищного строительства, а также высокого интеллектуального потенциала жителей муниципального округа Ясенево.
Листья ясеня — гласный символ названия муниципального округа, который в то же время указывает на наличие здесь значительных лесных массивов.
Пурпурное поле, ограниченное сверху стропилом, символизирует Теплостанскую возвышенность — особенность рельефа муниципального округа Ясенево, где находится самая высокая точка Москвы. Пурпурный цвет поля является символом того, что долгое время Ясенево было резиденцией московских великих князей.
Жемчужина — символ уникальности природы муниципального округа Ясенево. Эти земли, расположенные с юга от Москвы на Теплостанской возвышенности, всегда хорошо прогревались солнцем и издавна славились своим плодородием. Местные жители выращивали много клубники, смородины и других ягод. Но особенно славилось Ясенево великолепными фруктовыми садами, в которых росли яблони и вишни. Развитие сельского хозяйства способствовало накоплению знаний в области агрономии. История муниципального округа Ясенево связана с именами основателей Императорского Московского общества сельского хозяйства, проживавших в усадьбах Ясенево и Узкое: С. И. Гагарина и П. А. Толстого.
Жемчужная раковина символизирует природу муниципального округа Ясенево, на территории которого отсутствуют промышленные предприятия, а благоприятное направление ветров и здоровая экология делают проживание здесь комфортным и безопасным.
Примененные во флаге цвета символизируют:
— голубой цвет (лазурь) — символ чести, красоты, благородства, духовности и чистого неба;
— пурпурный цвет — символ достоинства, древнего происхождения, могущества, власти;
— зелёный цвет — символ жизни, молодости, природы, роста, здоровья;
— белый цвет (серебро) — символ чистоты, невинности, верности, надежности и доброты;
— жёлтый цвет (золото) — символ высшей ценности, солнечной энергии, богатства, силы, устойчивости и процветания.